# Ювик
Ювик (на шведски: Hjuvik) е град в югозападната част на Швеция, лен Вестра Йоталанд, община Гьотеборг. Разположен е на брега на пролива Категат. Намира се на около 400 km на югозапад от столицата Стокхолм и на 17 km на запад от центъра на лена Гьотеборг. Ювик е предградие на Гьотеборг. Населението на града е 3928 жители според данни от преброяването през 2010 г.